# リング2
『リング2』は、1999年1月23日に公開されたホラー映画。
映画版『リング』の続編であり、映画版オリジナルのストーリーとなっている。『リング』には原作、映画版ともに正規の続編『らせん』が存在するが、本作は『らせん』とは異なる展開を見せる一種のパラレルワールド的な作品である。
脚本を一般公募で募集していたが、ふさわしい作品がなかったことから決定されず、脚本家の高橋洋が書き下ろした。同時上映は『死国』。

## キャッチコピー
- 貞子は生きていた!?

- 事件から1週間･･･

- リングの恐怖は、始まりにすぎなかった。

## あらすじ
プロローグ
山村貞子の親戚である山村敬は、貞子の遺体の身元確認のため、浅川玲子とその前夫・高山竜司が発見した貞子の遺体に対面する。担当の大牟田刑事より「遺体は死後1・2年しか経っておらず、貞子が井戸の中で30年間生きていた」と告げられる。
序盤
恋人の高山竜司の死の謎を探る高野舞は「呪いのビデオ」の存在を知り、ビデオの件を調査しているTVレポーターの岡崎と出会う。岡崎は、「呪いのビデオ」調査の前任者で現在は失踪してしまった浅川玲子の仕事を引き継いでいたが、ようやく「ビデオ」を現在も持っているが見たことはないという高校生、沢口香苗を探し出した。
岡崎は香苗からビデオを借り受ける約束をするが、その直前、香苗は誘惑に負けてビデオを見てしまう。香苗は岡崎にビデオを見るよう懇願するが、岡崎は結局恐怖に負けて見ることが出来ず、香苗は1週間後に死亡してしまった。
中盤
岡崎と舞は、呪いのビデオによる最初の犠牲者である大石智子の死亡現場に居合わせ、現在は精神病院に入院している少女・倉橋雅美の存在を知り、彼女の担当医師で高山の大学同期・川尻医師と出会った。川尻は超常現象の研究をしており、倉橋の中に、呪いのビデオを生み出した《貞子の怨念》がとり憑いていることを知る。川尻は自分の理論に従って倉橋の中から《貞子の怨念》を除去しようとするが、それは被験者を廃人にしかねない非常に危険な実験だった。
その後、舞は、偶然にも息子の陽一と共に身を隠していた浅川玲子と出会うが、すでに陽一の中にも《貞子の怨念》がとり憑いていることを知る。
やがて、川尻から事態を聞いた大牟田は、浅川親子を確保する。川尻は陽一を除去実験にかけようとするが、陽一は突如暴走して、大牟田を呪殺出来うるほどの強力な超能力を発動させる。さらにその力の巻き添えを受けた玲子は、トラックに轢かれて死亡してしまう。
終盤
混乱の中、陽一を連れ出すことに成功した舞は、陽一を救う手がかりを求めて貞子の故郷・大島に渡る。やがて後を追ってきた川尻は、陽一が怒りにまかせて貞子の力を呼び起こす最強の霊媒であることを危惧し、舞を説得して山村敬と共に、《貞子の怨念》をプールの水に溶かし出す計画を立てるが、貞子の力は強く、プールの中に全員が吸い込まれてしまった。
舞は無我夢中で浮上し、傍らに陽一がいることを確認する。だが、2人が気がついた瞬間に90度傾き壁にしがみつく状態になる。つまり、そこは先程のプールではなく、貞子が30年間閉じ込められていた「井戸の中」だったのだ。陽一は舞に「お姉さん、もういい」と言って井戸の底へ身を落とす。舞は陽一を探すために自分も井戸の底へ落ちる。
井戸の底には竜司の霊がおり、舞と陽一を助ける。だが、そこに《貞子の死霊》も出現、舞は陽一を連れて井戸から這い上がろうと試みるが、貞子に追いつかれ「なんで、あなただけ助かるの？」と非難の言葉を投げかけられる。舞と陽一は無事、現実世界へと生還するが、川尻と山村敬はプールで溺死する。
エピローグ
これで事件は一段落するが、ビデオの呪いは終わっておらず、岡崎は「生前の香苗の姿を収めた取材テープ」を編集している最中、映像の中の香苗が機器の操作に反して不自然な動きでこちらを振り向き、顔を覆う前髪の合間から怨嗟の表情でこちらを睨みつけるのを目にする。
後日、岡崎も廃人のようになって精神病院に入院するが、看護婦が岡崎の状態をポラロイドで撮ると、写真に香苗の姿が現れていた。

## キャスト・スタッフ

### キャスト
- 高野舞：中谷美紀
- 倉橋雅美：佐藤仁美
- 沢口香苗：深田恭子
- 浅川玲子：松嶋菜々子（特別出演）
- 高山竜司：真田広之（特別出演）
- 山村貞子：土田芽吹（少女期）、伊野尾理枝（成人期）
- 山村敬：沼田曜一
- 山村志津子：雅子
- 山村和枝：梶三和子
- 伊熊平八郎：伴大介
- 浅川浩一：村松克己
- 浅川陽一：大高力也
- 角倉刑事：諏訪太朗
- 鵜飼：長曽我部蓉子
- 佐久間：芹沢礼多
- 林看護師：由良宜子
- 初老の男：田村錦人
- 技師：並樹史朗
- 助手：仁科貴
- タクシー運転手：谷津勲
- 大牟田刑事：石丸謙二郎
- 岡崎：柳ユーレイ
- 川尻医師：小日向文世

### スタッフ
- 監督：中田秀夫
- プロデューサー：原正人 / 一瀬隆重 / 石原真
- 原作：鈴木光司
- 脚本：高橋洋
- 撮影： 山本英夫
- 音楽：川井憲次
- 主題歌：「氷のように微笑んで」（歌：今井美樹）

## 作品解説
映画版『リング』、その続編『らせん』の大ヒットにより製作された、『リング』の「もしも」としての続編。順当に行けば次に映画化される予定だった、正規のシリーズ完結編である第3作『ループ』は映像化が難しく、かつ内容が前2本のようなモダンホラーから大きく逸脱していること、スケール自体が大きく低予算で制作された前2本に比べて大規模な予算積みが必要となること、さらにはスケジュール的な問題もあり、結局は「最初の映画版『リング』の後、物語が『らせん』ではないもう一つの展開を辿ったとしたら」という平行世界的なアイデアにより、『らせん』の後の物語ではなく『リング』の後日談をもう1本制作することになった。

### 脚本
シナリオの一般公募を行い、結果、396通もの作品が集まったが、大賞は出ず、4通の佳作が選ばれるにとどまった（プロデューサーの一瀬隆重は、シナリオとして面白いものが出来ても、映像化に耐えうるものはないだろうとインタビューで語っている）。なお、この佳作は、後に『the Ring もっと怖い4つの話』として書籍化されている。当時の選考委員は、監督の中田秀夫、原作の鈴木光司、原正人、角川歴彦の4人。
結局、物語は前作『リング』の脚本を務めた高橋洋が書き下ろしたオリジナル展開で、主人公は本筋の『らせん』で死亡してしまう高野舞がヒロインとして配置され、怨霊・山村貞子から浅川玲子の遺児・陽一を守って奮闘する活躍を描いた、第1作『リング』のイメージに素直に沿った内容である。貞子も相変わらず「化物」として扱われている。物語は中途半端に『らせん』の要素を取り込もうとはせず、完全な別ものとして割り切った構成であり、純粋にホラー映画としてのスタイルを保った作りである。なお高橋はインタビューにおいて、原作者の鈴木光司に「今回、『らせん』は忘れます」ということで承諾を得ていると発言している。

### 配役
映画版『リング』の続編ということで、『リング』で高野を演じた中谷美紀が主演を務め、松嶋菜々子と真田広之も同じ配役で特別出演している。この3名は映画版『らせん』でも同じ役で登場しており、『リング』後の、内容が全く違う2タイプの続編を同じ配役で演じている。

## 受賞歴
- 第17回ゴールデングロス賞 優秀・銀賞[2]

## 関連イベント
お化け屋敷
- ジョイポリス
  - ウォークスルーホラーアトラクション『リング〜リングウイルス感染ツアー〜』（東京のみ）
  - 3Dサウンドホラーアトラクション『リング〜3Dサウンド〜』

## 関連商品
角川書店より刊行
- the Ring もっと怖い4つの話
  - 一般シナリオ公募の佳作4作品「ON AIR」（著：小林勇二）、「井戸」（著：藤岡美暢）、「誰かが見ている」（著：小倉豊）、「ループ・オブ・ザ・リング」（原案：大喜多孝、脚本：勅使川原学）を収録。本の外見はビデオテープのような形状になっている。
- 映画版脚本 リング・リング2（著：高橋洋）
- 漫画 リング2（漫画：MEIMU 原作：鈴木光司・高橋洋）